# Ma ma - Tutto andrà bene
Ma ma - Tutto andrà bene (Ma ma) è un film del 2015 scritto e diretto da Julio Medem.

## Trama
Madrid. Magda è un'insegnante che ha appena perso il lavoro e che è stata lasciata dal marito, professore di filosofia, per una studentessa. La torrida estate a Madrid è appena cominciata e la donna, per superare le avversità recenti, decide di passare l'estate col figlio, aspirante calciatore. Ma durante una visita dal ginecologo, scopre che un nodulo al seno che aveva trascurato è un cancro, e che dovrà sottoporsi ad un intervento di asportazione del seno. Nonostante la tragedia, Magda decide di non rivelare nulla al figlio e di mandarlo a passare l'estate con dei parenti.
A una partita di calcio del ragazzino Magda conosce Arturo, osservatore e talent scout del Real Madrid, che nota la bravura del figlio, e i due conversano finché una chiamata urgente fa precipitare l'uomo in ospedale. La donna, già inconsciamente attratta da lui, lo segue in ospedale per scoprire che la famiglia di Arturo ha avuto un grave incidente: la figlia è morta, la moglie combatte fra la vita e la morte. Da questo momento in poi Magda, sebbene malata e sofferente per la chemioterapia, va a trovare spesso Arturo per infondergli la forza vitale che riesce ancora ad animarla. Poco tempo dopo subisce l'operazione, che ha esito positivo.
Al risveglio trova il figlio, portato dall'ex marito, e Arturo, la cui moglie intanto è deceduta. I tre decidono di trascorrere una settimana al mare durante la convalescenza di Magda. Qua fra Arturo e il figlio della donna comincia a instaurarsi un rapporto padre/figlio. Magda e Arturo si supportano nel loro dolore, ma l'attrazione che li aveva uniti già al primo incontro emerge e i due decidono, al ritorno, di andare a vivere insieme a Madrid. La vita continua a scorrere tranquilla: il nucleo familiare si salda ogni giorno di più; Arturo e Magda sono uniti nella nuova felicità, anche se lui non riesce ad avere rapporti sessuali per lo shock recente della perdita della moglie.
L'equilibrio è rotto ancora però dalla notizia che il tumore non solo non è guarito, ma ha formato molte metastasi: a Magda restano solo sei mesi di vita. Questa volta la donna decide di comportarsi diversamente e affronta la tragedia con le persone a lei vicine fin da subito. Arturo, disperato di poterla perdere, si unisce a lei e, in modo miracoloso, la donna rimane incinta. Decisa a portare avanti la gravidanza e a vedere il viso della sua bambina, il corpo di Magda resiste strenuamente alla malattia per permettere a una nuova vita di nascere.

## Distribuzione
Il film è stato distribuito in Spagna l'11 settembre 2015. Nello stesso mese, è stato presentato al Toronto International Film Festival, nella sezione Special Presentations. In Italia è uscito il 16 giugno 2016.

## Riconoscimenti
- 2016 - Fotogrammi d'argento
  - Miglior attrice cinematografica a Penélope Cruz
- 2016 - Premio Goya
  - Candidatura per la miglior attrice protagonista a Penélope Cruz
  - Candidatura per la miglior colonna sonora a Alberto Iglesias
  - Candidatura per il miglior trucco e acconciatura a Ana Lozano, Fito Dellibarda e Massimo Gattabrusi